# 福建事変

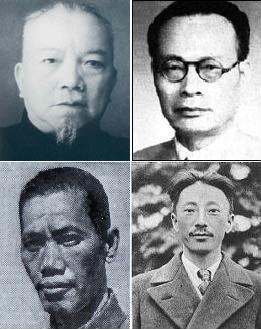
福建事変の中心人物
----
李済深(左上)、陳銘枢(右上)、蔡廷鍇(左下)、蔣光鼐(右下)

福建事変（ふっけんじへん）または閩変（びんへん）とは、1933年（民国22年）11月に中華民国福建省で起こった地方軍の反乱である。第一次上海事変で奮戦したため、蔣介石によって福建移駐と紅軍討伐を命ぜられた十九路軍を核としている。「反日反蔣」を標榜する福建人民政府（中華共和国、正式名称は中華共和国人民革命政府）を成立させたが、1934年（民国23年）1月13日に国民政府中央軍が福州市に進駐したため、反乱は2か月足らずで収束した。

## 国民革命軍十九路軍
福建人民政府（中華共和国）を成立させた国民革命軍十九路軍の前身は広東軍第一師団である。1926年（民国15年）、広東軍第一師団は国民革命第四軍に改編され、李済深がその軍長に任命された。第四軍は蔣介石の主導する北伐において大きな戦果を上げ、陳銘枢が師団長に任じられていた第十師は格上げされて第十一軍に改編された。
1930年（民国19年）の中原大戦においても第十一軍が蔣介石配下として参加し、北方の馮玉祥および閻錫山の軍を撃破した。その後第十一軍は十九路軍に改編され、蔣光鼐を総指揮、蔡廷鍇を軍長とする体制が確立された。十九路軍はその後第3次囲剿紅軍の作戦に参加している。
1931年（民国20年）に満洲事変が勃発すると十九路軍は上海防衛を任務とされた。この時期、南京国民党政府では対日方針をめぐって内部対立が続いており、蔣介石が下野すると政府は広東系による運営が始まった。1932年（民国21年）の第一次上海事変では、抗日意欲の強い十九路軍は日本軍と積極的に戦った。しかし、日本軍との衝突を避けたい蔣介石は、十九路軍を上海から福建省に移駐させ、紅軍討伐を命じた。なお、国際都市である上海における戦闘は国際社会において中国同情論を惹起している。その後、軍事的指導者不在の南京政府は再び蔣介石を軍事指導者にあおぎ、南京政府と日本軍との衝突は外交交渉の結果、塘沽停戦協定によって一応の解決をみた。
上海を離れた十九路軍は福建地区での共産党勢力討伐作戦に従事した。当初は順調に進捗したこの作戦も、十九路軍が彭徳懐軍との戦闘に敗北したのちは膠着状態が続いた。蔡廷鍇等は共産党との和解交渉によって停戦に踏み切った。この時期、ヨーロッパ視察を終えた陳銘枢が帰国し、1933年（民国22年）6月に広州の李宗仁・陳済棠らと連絡を取り、南方に「人民政府」を成立させて南京国民政府に対抗する提案を行うが、両者はこれに賛同しなかった。しかし蔣介石がこの情報を察知し、反乱への対処を急いだ。
1933年10月26日、中華ソビエト共和国臨時中央政府・中国工農紅軍（紅軍）の全権代表と福建省政府・十九路軍の全権代表とのあいだに「反日反蔣の軍事同盟の実現を準備するため」の「反日反蔣の初歩協定」なる密約がなされ、紅軍と十九路軍のあいだの戦闘は停止した。
こうしたなか、11月には蔡廷鍇の十九路軍を基盤とする福建の国民党指導者（陳銘枢ら）は一大反蔣示威に踏み切ったのである。

## 福建事変
1933年11月20日、蔣光鼐・蔡廷鍇らの十九路軍将領は、広西派の李済深や陳銘枢、第三党の黄琪翔ら各党各派の反蔣派の軍人・政治家を結集し、生産人民党および第三党による「中国全国人民臨時代表大会」を福州で開催して中華共和国人民革命政府の成立を決議し、人民権利宣言を採択した。翌21日、蔡廷鍇、蔣光鼐、李済琛、陳銘枢らは中国国民党から脱党する旨の電報を各所に発し、22日には、李済深を政府委員会主席とする中華共和国人民革命政府（福建人民政府）の成立を宣言して中国国民党を廃止した。十九路軍は「人民革命軍」と改称された。
しかし、桂系の陳済棠は蔣介石の懐柔により中華共和国への不支持を表明、孫文未亡人の宋慶齢も政権樹立に反対の立場を表明した。福建人民政府は中国共産党との協力関係を模索するが、共産党内部では毛沢東らの毛派と王明（陳紹禹）らの国際派による権力闘争のため交渉が進捗せず、また、王明ら党中央の極左的方針によって福建人民政府を支援しなかった。12月5日、中国共産党中央は、コミンテルンの「下からの統一戦線」戦術の定石どおりに、福建人民政府の施政をみるにこの政府は人民的でも革命的でもないとの批判を表明したのである。寄合所帯であった福建政府の実情は革命路線と非革命路線の中道を行くものであり、中共中央の批判はその通りであったし、紅軍もまた、上海事変で勇戦した十九路軍が、第4次包囲討伐では国民党軍のなかの精鋭部隊として紅軍を苦しめた記憶がまだ生々しいものであったため、十九路軍が「反蔣」を掲げても容易にそれを信じ切れなかったので、いわば「見殺し」にしたのである。
蔣介石は事変に対処すべく、1934年（民国23年）1月1日に総攻撃を開始し、8個師団の陸軍部隊を投入するとともに、海上・航空兵力をも駆使して攻撃を加えた。圧倒的優勢を誇る討伐軍（国民党中央軍）の前に十九路軍は壊滅し、五個軍団中四個が前線で叛旗をひるがえして中央軍に投降した。蔣介石の差し向けた中央軍は1月13日に福州に進駐し、孤立無援の福建人民政府は成立後50数日で瓦解した。1月21日には十九路軍の残存部隊も中央軍に投降し、ここに福建事変は完全に終結した。蔣光鼐、蔡廷鍇、陳銘枢、李済深らは香港へ逃亡し、十九路軍は解散し、その兵力は各部隊に分散して再配置された。
1932年以降の地方軍の反乱は、この福建事変も含め、どの場合も短期間のうちに収束し、むしろその過程を通して蔣介石支持勢力の優位は揺るぎないものになっていった。